# Waterline
«Waterline» — песня ирландского поп-дуэта Jedward, представляющая Ирландию на музыкальном конкурсе Евровидение 2012. Песня стала победителем на национальном отборе на конкурс, получив наибольшее количество голосов как от профессионального жюри, так и в телефонном голосовании; таким образом Jedward будут второй год подряд представлять Ирландию на Евровидении (в 2011 году они представляли страну с песней «Lipstick»).

## Информация о песне
Премьера песни «Waterline» состоялась в эфире радиопередачи Mooney 9 февраля 2012 года вместе с ещё четырьмя песнями-претендентами на участие в Евровидении 2012. 24 февраля состоялся национальный финальный отбор, где были исполнены 5 песен, претендующих на участие в конкурсе от Ирландии; «Waterline» стала победителем отбора, получив 54 балла от профессионального жюри и 60 по итогам телефонного голосования.
19 марта 2012 года появилось официальное видео со студийным исполнением песни. Съёмки видеоклипа «Waterline» проходили с 1 по 7 апреля 2012 в Токио. Премьера видео состоялась 16 апреля на официальном канале Jedward на YouTube.

## Список композиций
- Digital download / CD сингл[9]

1. «Waterline» — 3:01
2. «Waterline» (Инструментальная версия) — 3:01

## Позиции в чартах
| Чарт (2012)                 | Наивысшая позиция |
| --------------------------- | ----------------- |
| Австрия (Ö3 Austria Top 40) | 62                |
| Ирландия (IRMA)             | 5                 |